# Hippotion balsaminae
Hippotion balsaminae är en fjärilsart som beskrevs av Walker 1856. Hippotion balsaminae ingår i släktet Hippotion och familjen svärmare. Inga underarter finns listade i Catalogue of Life.

## Bildgalleri

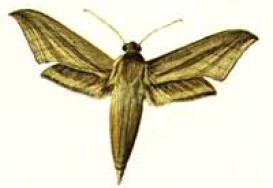